# Fernmeldeturm Calau
Der Fernmeldeturm Calau ist ein Sendeturm für Fernseh- und Radioprogramme, Mobilfunk und Richtfunk in der südbrandenburgischen Stadt Calau. Er ging nach zweijähriger Bauzeit im April 1987 in Betrieb.
Der Sendeturm ist mit 190 Meter Höhe vom gleichen Bautyp wie der 1988 errichtete Turm auf dem Schafberg bei Löbau und damit der vorletzte neu errichtete Turm vor der Wende. Am 12. Dezember 2006 erfolgte die Umstellung von analogem Fernsehen auf DVB-T. Der Turm wurde 2010 und 2012 grundlegend saniert.
Am 26. April 2011 brannten die Sendeanlagen in 120 Meter Höhe und fielen vollständig aus. Die Programme wurden darauf ersatzweise von kleineren Sendern in der Umgebung, ab Anfang Juni 2011 vorerst provisorisch wieder vom Sendeturm abgestrahlt. Der ursprüngliche Zustand wurde im Juni 2012 mit Inbetriebnahme der Flughindernisbefeuerung vollständig wiederhergestellt.

## Frequenzen und Programme

### Analoges Radio
| Frequenz (MHz) | Programm                                    | RDS PS            | Regionalisierung               | ERP (kW) | Antennendiagramm rund (ND)/gerichtet (D) | Polarisation horizontal (H)/vertikal (V) |
| -------------- | ------------------------------------------- | ----------------- | ------------------------------ | -------- | ---------------------------------------- | ---------------------------------------- |
| 90,8           | Deutschlandfunk Kultur                      | Dlf_Kult          | –                              | 20       | ND                                       | H                                        |
| 93,4           | Rbb24 Inforadio / Sorbischer Rundfunk (rbb) | _INFO___          | –                              | 30       | ND                                       | H                                        |
| 95,1           | radioeins (rbb)                             | _radio1_          | –                              | 22,4     | ND                                       | H                                        |
| 98,6           | Antenne Brandenburg (rbb)                   | Antenne_/vom_rbb_ | Niederlausitz Elbe-Elster-Land | 100      | ND                                       | H                                        |
| 103,2          | Fritz (rbb)                                 | _Fritz__          | –                              | 100      | ND                                       | H                                        |
| 104,4          | radio3 (rbb)                                | _radio3_          | –                              | 60       | ND                                       | H                                        |
| 107,2          | BB Radio                                    | BB_Radio          | Niederlausitz                  | 100      | ND                                       | H                                        |

### Digitales Radio (DAB)
DAB+ wird in vertikaler Polarisation und im Gleichwellenbetrieb mit anderen Sendern ausgestrahlt. Der bundesweite DAB+-Multiplex sendet seit dem 31. August 2016 und der rbb verbreitet seine Programme via DAB+ seit dem 27. März 2018 vom Sender Calau aus.
| Block                             | Programme (Datendienste) | ERP (kW) | Antennen- diagramm rund (ND), gerichtet (D) | Polarisation horizontal (H)/ vertikal (V) | Gleichwellennetz (SFN) |
| --------------------------------- | --- | -------- | ------------------------------------------- | ----------------------------------------- | --- |
| 5C DRDeutschland (D__00188)       | DAB+ Block der Media Broadcast - Absolut relax (72 kbps) - Dlf (104 kbps) - Dlf Kultur (112 kbps) - Dlf Nova (104 kbps) - DRadio DokDeb (48 kbps) - Energy Digital (72 kbps) - ERF Plus (64 kbps) - Klassik Radio (72 kbps) - Radio Bob (72 kbps) - Radio Horeb (48 kbps) - Radio Schlagerparadies (64 kbps) - Schwarzwaldradio (64 kbps) - sunshine live (72 kbps) - DRadio Daten (32 kbps Daten) - EPG Deutschland (16 kbps Daten) - TPEG (16 kbps Daten) - TPEG_MM (16 kbps Daten)                                                         | 10       | ND                                          | V                                         | - Baden-Württemberg: Aalen, Baden-Baden (Fremersberg), Bad Mergentheim, Blauen, Brandenkopf, Donaueschingen, Feldberg im Schwarzwald, Freiburg (Vogtsburg-Totenkopf), Geislingen (Oberböhringen), Großerlach (Hohe Brach), Heidelberg (Königstuhl), Heilbronn (Schweinsberg), Hochrhein (Rickenbach), Hornisgrinde, Pforzheim (Schömberg-Langenbrand), Raichberg, Ravensburg (Höchsten), Reutlingen, Stuttgart (Frauenkopf), Ulm (Kuhberg) - Bayern: Amberg (Hirschau), Aschaffenburg (Pfaffenberg), Augsburg (Hotelturm), Bad Tölz (Gaißach), Balderschwang, Bamberg (Geisberg), Büttelberg, Brotjacklriegel, Dillberg, Grünten, Herzogstand, Hochberg (Traunstein), Hoher Bogen, Inntal (Ebbs), Ingolstadt (Gelbelsee), Kreuzberg/Rhön, Landshut (Altdorf), München (Olympiaturm), Nennslingen (Büchelberg), Nürnberg, Oberammergau, Ochsenkopf, Passau, Pfänder, Pfaffenhofen, Pfarrkirchen, Pfronten, Regensburg (Hohe Linie), Unterringingen, Untersberg, Wendelstein (Bayrischzell), Würzburg (Frankenwarte) - Berlin: Berlin (Alexanderplatz), Berlin (Scholzplatz) - Brandenburg: Bad Belzig, Booßen, Brandenburg/Havel, Calau, Casekow, Cottbus, Eberswalde (geplant), Eisenhüttenstadt, Neuruppin (geplant), Petkus, Pritzwalk, Templin - Bremen: Bremen (Walle), Bremerhaven-Schiffdorf - Hamburg: Hamburg (Moorfleet), Hamburg (Heinrich-Hertz-Turm) - Hessen: Bad Hersfeld (Rimberg), Biedenkopf (Sackpfeife), Fulda (Hummelskopf), Frankfurt (Europaturm), Gelnhausen (Schnepfenkopf), Gießen (Dünsberg), Großer Feldberg, Hardberg, Hohe Wurzel, Hoher Meißner, Kassel (Habichtswald), Mainz-Kastel - Mecklenburg-Vorpommern: Garz (Rügen), Güstrow, Malchin, Neubrandenburg-Süd, Neustrelitz (geplant), Rostock (Toitenwinkel), Röbel, Schwerin (Zippendorf-Gr.Dreesch), Torgelow, Wismar/Rüggow, Züssow - Niedersachsen: Aurich-Popens, Braunschweig (Broitzem), Braunschweig (Drachenberg), Cuxhaven-Stadt, Dannenberg, Göttingen (Bovenden-Osterberg), Hannover (Telemax), Lingen, Lüneburg-Neu Wendhausen, Molbergen-Peheim, Osnabrück (Bramsche-Schleptruper Egge), Hildesheim (Sibbesse), Steinkimmen, Uelzen, Visselhövede, Wilhelmshaven - Nordrhein-Westfalen: Aachen (Karlshöhe), Bergneustadt-Wiedenest (R), Bielefeld (Hünenburg), Bonn (Venusberg), Dortmund (Florianturm), Düsseldorf (Rheinturm), Eggegebirge, Herscheid, Hochsauerland (Hunau), Hürtgenwald-Großhau, Köln (Colonius), Langenberg, Lügde-Rischenau (Köterberg), Meschede (geplant), Minden (Jakobsberg), Münster (Fernmeldeturm), Schöppingen, Siegen-Süd, Wesel - Rheinland-Pfalz: Bad Kreuznach (Schanzenkopf), Bad Marienberg (Westerwald), Bornberg, Daun (Eifel), Edenkoben (Kalmit), Heckenbach-Schöneberg (Ahrweiler), Haardtkopf (geplant), Idar-Oberstein, Kaiserslautern, Kettrichhof, Koblenz (Kühkopf), Schnee-Eifel (geplant), Trier (Petrisberg) - Saarland: Merzig-Merchingen, Saarbrücken (Schoksberg) - Sachsen: Chemnitz, Dresden, Geyer, Leipzig, Löbau, Neustadt, Niederschöna (geplant), Oschatz, Schöneck, Zwickau Ost - Sachsen-Anhalt: Brocken, Burg, Dequede, Petersberg, Pettstädt (Weißenfels), Schneidlingen, Wittenberg - Schleswig-Holstein: Bungsberg, Bredstedt (geplant), Flensburg, Garding (geplant), Heide, Helgoland, Hennstedt, Itzehoe (geplant), Kiel (Kronshagen), Lübeck (Stockelsdorf), Schleswig, Niebüll (Süderlügum), Westerland (Sylt) - Thüringen: Bleßberg (Sonneberg), Erfurt-Hochheim, Gera, Inselsberg, Jena (Oßmaritz), Kulpenberg, Lobenstein (Sieglitzberg), Saalfeld (Remda), Weimar (Ettersberg) |
| 10B Berlin/Brandenburg (D__00328) | DAB+-Block vom rbb: - Antenne Brandenburg (CB) (88 kbps) - Antenne Brandenburg (FFO) (88 kbps) - Antenne Brandenburg (P) (80 kbps) - Antenne Brandenburg (PBG) (80 kbps) - Antenne Brandenburg (PZL) (80 kbps) - rbb 88.8 (88 kbps) - radio1 (CB) (96 kbps) - radio1 (FFO) (96 kbps) - radio1 (P) (88 kbps) - Fritz (88 kbps) - rbb24 Inforadio (64 kbps) - radio3 vom rbb (96 kbps) - COSMO (96 kbps) - rbb EPG (16 kbps Daten) - rbb TPEG (8 kbps Daten)                                                                                    | 10       | ND                                          | V                                         | - Berlin: Berlin (Scholzplatz), Berlin-Rudow - Brandenburg: Bad Belzig, Booßen, Calau, Casekow, Cottbus-Stadt, Eberswalde, Eisenhüttenstadt, Forst (Lausitz), Herzberg, Petkus, Pritzwalk, Templin |
| 12D Berlin/BRBG K12D (D__00012)   | DAB+-Block der Media Broadcast: - 94,3 rs2 (72 kbps) - 104.6 RTL (72 kbps) - 105.5 Spreeradio (72 kbps) - BB Radio (72 kbps) - bigFM Berlin (72 kbps) - BRF 91.4 (72 kbps) - Energy Berlin (72 kbps) - ERF Jess (72 kbps) - Power Radio (72 kbps) - Schlager Radio (72 kbps) - Radio Cottbus (72 kbps) - Radio Paloma (72 kbps) - Radio Potsdam (72 kbps) - Star FM Rock (72 kbps) - BHeins (72 kbps) - Radio Slubfurt (72 kbps) - Radio Woltersdf (72 kbps) - Radio Ginseng (72 kbps) - Radiokombinat (72 kbps) - freies Radio Pdm (72 kbps) | 10       | ND                                          | V                                         | - Berlin: Berliner Fernsehturm, Berlin (Schäferberg) - Brandenburg: Booßen, Calau, Cottbus (Hufelandstr.) |

### Digitales Fernsehen (DVB-T2)
Am 3. April 2019 wurde der Regelbetrieb von DVB-T2 HD aufgenommen. Seitdem senden im DVB-T2-Standard die Programme der ARD (rbb-Mux) und des ZDF im HEVC-Videokodierverfahren und in Full-HD-Auflösung. Die DVB-T2 HD-Ausstrahlungen aus Calau sind nur für das ZDF im Gleichwellenbetrieb (Single Frequency Network) mit anderen Sendestandorten.
| Kanal | Frequenz (MHz) | Multiplex                                                | Programme im Multiplex                                                                                             | ERP (kW) | Antennendiagramm rund (ND)/ gerichtet (D) | Polarisation horizontal (H) / vertikal (V) | Modulationsverfahren | FEC | Guardintervall | Bitrate (MBit/s) | Gleichwellennetz (SFN) |
| ----- | -------------- | -------------------------------------------------------- | --- | -------- | ----------------------------------------- | ------------------------------------------ | -------------------- | --- | -------------- | ---------------- | ---------------------- |
| 23    | 490            | rbb 1 (ARD)                                              | - Das Erste HD - tagesschau24 HD - MDR Sachsen HD - NDR FS NDS HD - rbb Berlin HD - rbb Brandenburg HD - SWR BW HD | 100      | ND                                        | H                                          | 64-QAM               | 3/5 | 19/256         | 23,6             | Calau                  |
| 44    | 658            | rbb 2 (ARD)                                              | - arte HD - PHOENIX HD - ONE HD - BR Fernsehen HD - hr-fernsehen HD - WDR HD Köln                                  | 100      | ND                                        | H                                          | 64-QAM               | 3/5 | 19/256         | 23,6             | Calau                  |
| 36    | 594            | Substream 0: ZDF (ZDFmobil) Substream 1: MEDIA BROADCAST | Substream 0: - ZDF HD - ZDFinfo HD - zdf_neo HD - 3sat HD - KiKA HD Substream 1: - freenet.TV connect              | 100      | ND                                        | H                                          | 64-QAM               | 3/5 | 19/128         | 22               | Calau, Dresden, Löbau  |

### Digitales Fernsehen (DVB-T)
Die Ausstrahlungen im DVB-T-Standard wurden mit dem Übergang zu DVB-T2 HD am 3. April 2019 eingestellt.
| Fernsehprogramme                             | Kanal | ERP    | Polarisation | Parameter des DVB-T-Signals                                      | Gleichwellennetz (SFN) |
| -------------------------------------------- | ----- | ------ | ------------ | ---------------------------------------------------------------- | ---------------------- |
| Das Erste rbb Fernsehen Phoenix tagesschau24 | 53    | 100 kW | horizontal   | 16-QAM, Guardintervall 1/4, FEC 3/4 Nettodatenrate: 14,93 Mbit/s | -                      |
| ZDF 3sat ZDFinfo KiKA/ZDFneo (im Wechsel)    | 36    | 100 kW | horizontal   | 16-QAM, Guardintervall 1/4, FEC 2/3 Nettodatenrate: 13,27 Mbit/s | -                      |
| NDR Fernsehen MDR Fernsehen ARTE             | 57    | 100 kW | horizontal   | 16-QAM, Guardintervall 1/4, FEC 2/3 Nettodatenrate: 13,27 Mbit/s | -                      |

## Analoges Fernsehen
Das Programm DDR 1 wurde in Calau ab 1958 im VHF-Band I auf Kanal 4 ausgestrahlt. Auf dem gleichen Kanal wurde vom Ochsenkopf im Fichtelgebirge das Erste Programm der ARD gesendet. Im April 1987 ging der neue Sendeturm mit den Fernsehen der DDR 1 und DDR 2 mit zwei UHF-Kanälen auf Sendung.
Deshalb konnte die bisherige Ausstrahlung von DDR 1 über den Kanal 4 von dem noch bestehenden Gittermast aufgegeben werden, und es wurde das Programm von DDR I dann auf den UHF-Kanal 53 über den Fernmeldeturm Calau abgestrahlt.
Das Fernsehprogramm DDR 2 wurde im UHF-Band-IV auf dem Kanal 23 ausgestrahlt. Dies störte u. a. im Chemnitzer Raum (durch Einstrahlung in Rückkeule, 180°) erheblich den Empfang des ZDF, das in Hof ebenfalls auf Kanal 23 ausgestrahlt wurde. Die Sendeleistung auf dem Kanal 23 in Calau war 1 MW, in Hof 500 kW. Es ist davon auszugehen, dass diese Störung des Westfernsehens der politischen Führung der DDR bekannt war.
Nach der Wiedervereinigung wurden bis zur Einführung von DVB-T die folgenden analogen Fernsehprogramme gesendet:
| Kanal | Frequenz (MHz) | Programm            | ERP (kW) | Sendediagramm rund (ND)/ gerichtet (D) | Polarisation horizontal (H)/ vertikal (V) |
| ----- | -------------- | ------------------- | -------- | -------------------------------------- | ----------------------------------------- |
| 23    | 487,25         | ORB-Fernsehen       | 577      | ND                                     | H                                         |
| 34    | 575,25         | VOX                 | 10       | D                                      | H                                         |
| 36    | 591,25         | RTL Television      | 4,5      | D                                      | H                                         |
| 53    | 727,25         | Das Erste (SFB/ORB) | 355      | ND                                     | H                                         |
| 57    | 759,25         | ZDF                 | 460      | ND                                     | H                                         |

## Der erste Calauer Fernsehturm

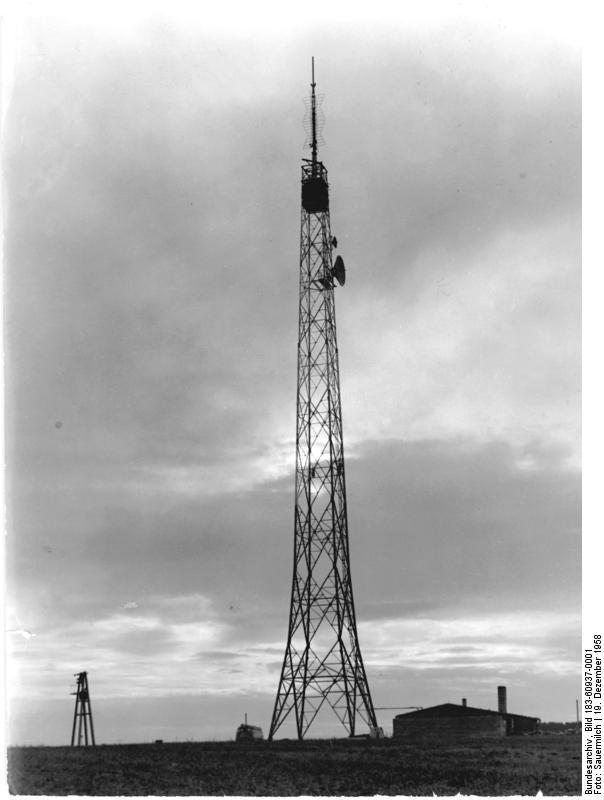
Der erste Turm war ein 1958 aufgestellter Gittermast

Vor dem Neubau des heutigen Fernmeldeturms Calau sendete dort ab dem 24. Dezember 1958 der Calauer Fernsehturm, ein auf den Müggelbergen bei Berlin abgebauter Gittermast, das 1. Programm des Deutschen Fernsehfunks auf dem Kanal 4. Er hatte eine Höhe von 90 m und wurde Ende 1989 nach der Inbetriebnahme des Fernmeldeturm Calau abgerissen.

## Ähnliche Türme
- Sender Geyer
- Sender Bleßberg
- Sender Helpterberg
- Sender Löbau